# Eupithecia suboxydata
Eupithecia suboxydata là một loài bướm đêm trong họ Geometridae.

## Hình ảnh

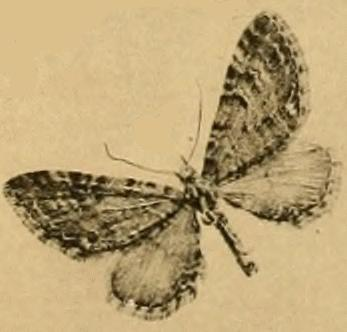